# Tomáš Švihovec
Tomáš Švihovec (Písek, 1900. január 14. – 1987. június 12.) Európa-bajnok, Európa-bajnoki és világbajnoki bronzérmes csehszlovák jégkorongozó.

## Életpályája
Az LTC Praha volt a klubcsapata. Innen került be az 1930-as jégkorong-világbajnokságra utazó csehszlovák válogatottba. A csapat a negyeddöntőkben kapott ki a svájciaktól 3–1-re, vagyis csak 1 mérkőzásből állt nekik a világbajnokság. A csapat 6. lett. A következő évben visszatért a világbajnokságra. Ekkor csoportkörös lebonyolítás volt, így több mérkőzést játszottak és végül bejutottak hatos döntőbe, ahol összesítésben 5. lettek. Mivel ez a világbajnokság Európa-bajnokságnak is számított, ezért bronzérmet nyertek. Az utolsó, 1932-es jégkorong-Európa-bajnokságon is játszott, de érmet nem nyertek. Az 1933-as jégkorong-világbajnokságon bronzérmesek lett a két észak-amerikai csapat mögött és ez a bajnokság is Európa-bajnokságnak számított, így Európa-bajnokok lettek. Az utolsó világeseménye az 1934-es jégkorong-világbajnokság volt és Európa-bajnoki bronzérmesek is lettek.